# Хупер, Ларри
Ларри Хупер (англ. Larry Hooper, 22 июля 1917 года, Индепенденс, штат Миссури — 10 июня 1983 года, Лос-Анджелес, штат Калифорния) — американский музыкант и вокалист. Он был известен телезрителям как постоянный участник шоу Lawrence Welk Show и как певец и пианист в оркестре Уэлка.
Ларри Хупер родился в Индепенденсе, но вырос в Ливане, штат Миссури. Присоединился к группе Лоуренса Уэлка в 1948 году, во время создания вечерних спектаклей в отеле Roosevelt в Нью-Йорке.
Популярность Хупера была во многом связана с тем, что он обладал басом-профундо — редким певческим голосом. Хупер прославился исполнением песен «This Old House» и «Asleep In The Deep», а также своим чувством юмора. Он также добился успеха с такими песнями, как «Oh Happy Day», «Ding Dong Daddy» и «Minnie the Mermaid», исполненную дуэтом с Джо Энн Касл.
Страдая от проблем со здоровьем в течение многих лет, он покинул шоу в 1969 году, взяв отпуск в связи с болезнью сердца. После четырёх лет лечения и восстановления сил он вернулся в шоу в первом выпуске сезона 1973—1974 годов «Tribute to Disney», где исполнил «Oh Happy Day». Этим он вызвал восторженную овацию зрителей и артистов. Хупер окончательно покинул шоу в 1980 году, когда вновь обострились проблемы со здоровьем. Три года спустя он скончался от почечной недостаточности.
В последние годы интерес к Ларри Хуперу возрос из-за того, что перед началом шоу Хоуи Мэндела прокручивалась видеоплёнка с Хупером, исполняющим «Oh Happy Day» в течение двадцати минут.